# Arcadi Gaydamak

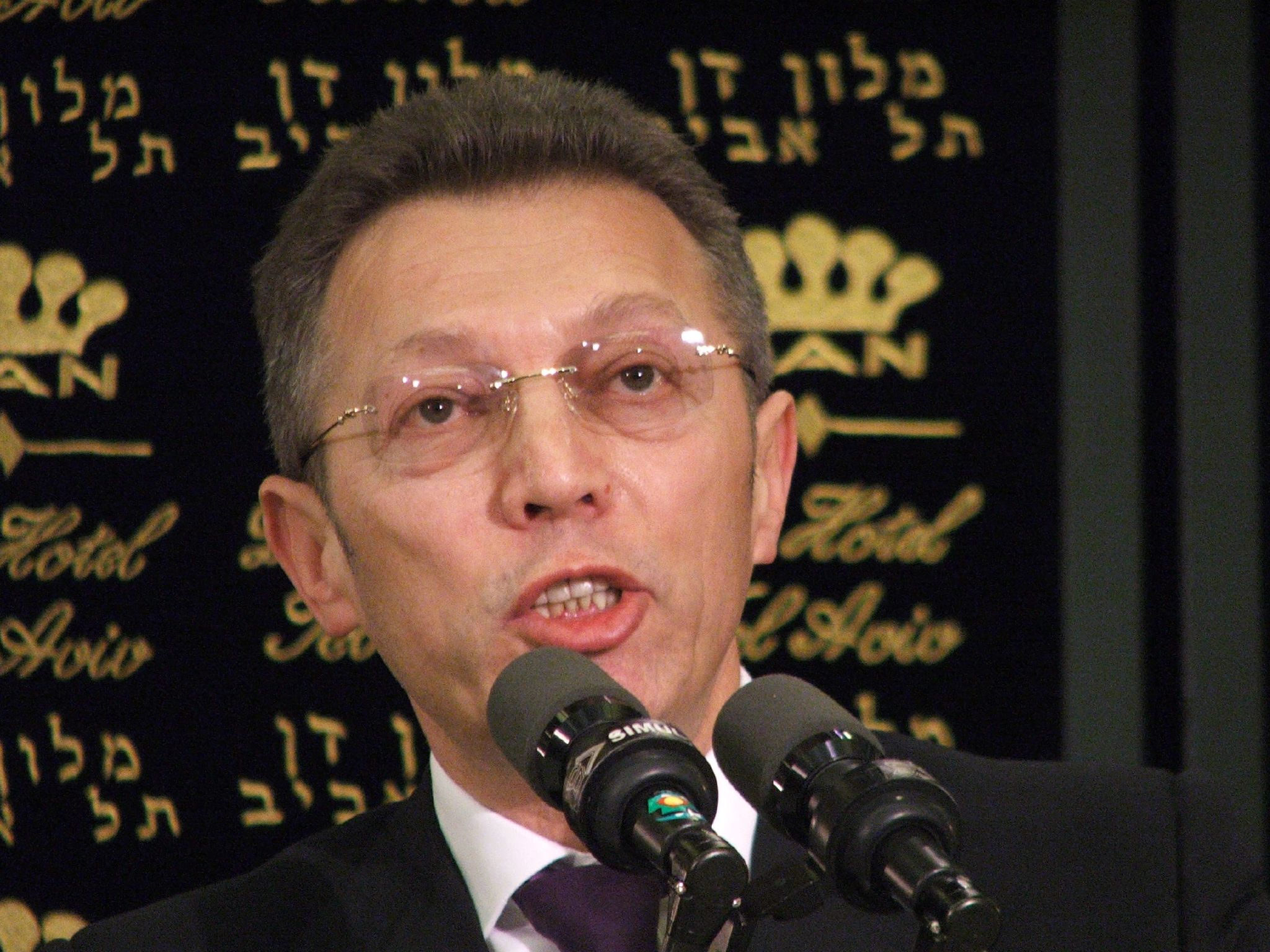
Arcadi Gaydamak during a press conference

Arcadi Aleksandrovich Gaydamak, (em hebraico:  ארקדי אלכסנדרוביץ' גאידמק; em russo:  Аркадий Александрович Гайдамак; nascido em 1952; Moscou, ex-URSS) é um bilionario empresário russo-israelense.
Gaidamak tem também cidadania francesa, canadense e angolana, as duas últimas com status "diplomático". É o atual proprietário do clube de futebol Beitar Jerusalém e da equipe de basquete Hapoel Jerusalém, duas das mais populares agremiações desportivas israelenses. Para se esquivar de ordens de prisão, Gaidamak frequentemente utiliza seu pasaporte angolano que lhe proporciona imunidade diplomática quando viaja pelo mundo. Recentemente, Gaidamak tem aparecido no cenário político de Israel e criou seu próprio partido, o "Justiça Social". Gaidamak é um reconhecido doador para causas judaicas ou sionistas, incluindo sua própria organização beneficente para judeus das antigas repúblicas da União Soviética.